# Yuta Nakano
Yuta Nakano (中野 裕太 Nakano Yuta?), född 30 augusti 1989 i Aichi prefektur, är en japansk fotbollsspelare.
Nakano började sin karriär 2008 i Yokohama FC. Efter Yokohama FC spelade han för Fagiano Okayama, Geylang United, Hoyo Oita, FC Ganju Iwate och FC Kariya.